# Sonate K. 401
La sonate K. 401 (F.347/L.365) en ré majeur est une œuvre pour clavier du compositeur italien Domenico Scarlatti.

## Présentation
La sonate K. 401, en ré majeur, notée Allegro, forme une paire avec la sonate précédente, elle est aussi joyeuse et légère que sa consœur. Scarlatti joue ici également avec un mouvement perpétuel de croches parcourant des tonalités éloignées.

## Manuscrits

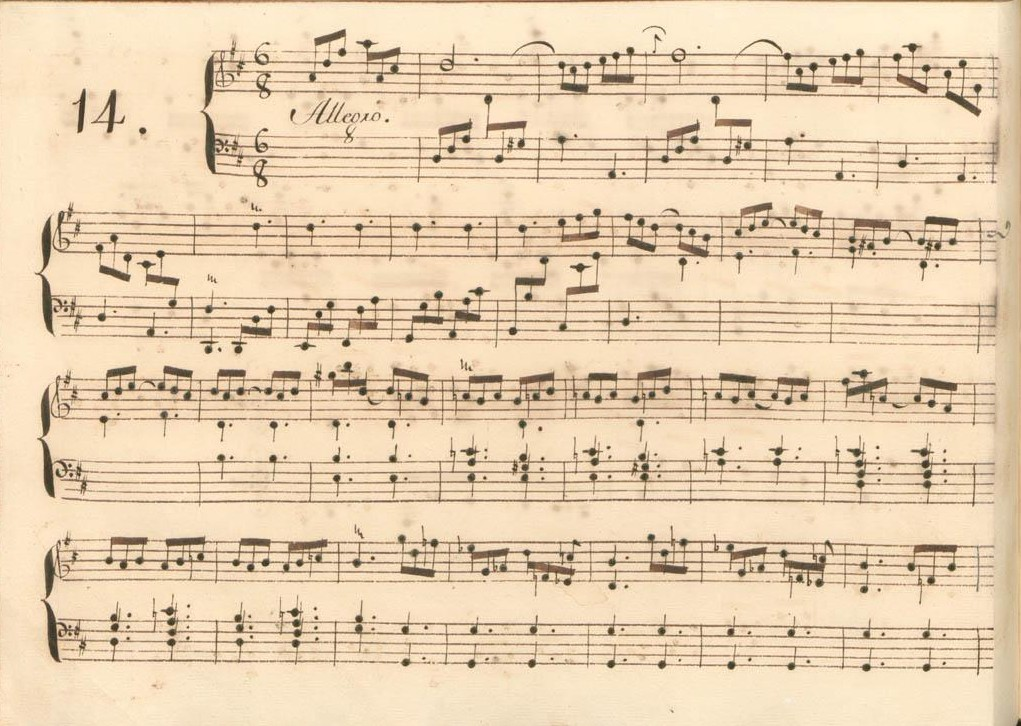
Début de la sonate, extraite du volume XI du manuscrit de Parme.

Le manuscrit principal est le numéro 14 du volume IX de Venise (1754), copié pour Maria Barbara ; les autres sont Parme XI 14, Münster III 46 et Vienne E 41.

## Interprètes
La sonate K. 401 est défendue au piano notamment par Sergio Monteiro (2017, Naxos, vol. 18), Carlo Grante (2013, Music & Arts, vol. 4) ; au clavecin par Scott Ross (1985, Erato), Richard Lester (2003, Nimbus, vol. 4), Pieter-Jan Belder (Brilliant Classics, vol. 9) et Pierre Hantaï (2017, Mirare, vol. 5).

## Sources
: document utilisé comme source pour la rédaction de cet article.
- Ralph Kirkpatrick (trad. de l'anglais par Dennis Collins), Domenico Scarlatti, Paris, Lattès, coll. « Musique et Musiciens », 1982 (1re éd. 1953 (en)), 493 p. (ISBN 978-2-7096-0118-4, OCLC 954954205, BNF 34689181).
- Alain de Chambure, « Domenico Scarlatti : Intégrale des sonates — Scott Ross », Erato (2564-62092-2), 1985 (OCLC 891183737) .